# Guillaume-Marie van Zuylen
Guillaume-Marie van Zuylen (* 4. Januar 1910 in Argenteau (Visé); † 2. April 2004 in Lüttich) war ein belgischer Geistlicher und von 1961 bis 1986 der 89. Bischof von Lüttich.

## Leben
Der aus einer wohlhabenden Unternehmerfamilie stammende van Zuylen studierte nach der Schulzeit in Visé, in Lüttich und am Priesterseminar von Sint-Truiden sowie an der Päpstlichen Universität Gregoriana in Rom.
Am 11. September 1932 empfing van Zuylen die Priesterweihe für das Bistum Lüttich. 1936 wurde er Professor am Lütticher Priesterseminar. 1940 geriet er in Kriegsgefangenschaft. Danach wurde er Almosenier des Geheim Leger, einer belgischen Widerstandsbewegung während des Zweiten Weltkrieges. Nach dem Krieg wurde er 1945 Regens des Lütticher Priesterseminars und 1949 Generalvikar.
Papst Pius XII. ernannte ihn am 9. Juli 1951 zum Titularbischof von Druas und Koadjutorbischof von Lüttich. Die Bischofsweihe spendete ihm der Bischof von Lüttich, Louis-Joseph Kerkhofs, am 8. September desselben Jahres. Mitkonsekratoren waren der Bischof von Tournai, Charles-Marie Himmer, und Weihbischof Oscar Jozef Joliet aus Gent.
Mit dem Rücktritt Louis-Joseph Kerkhofs’ am 7. Dezember 1961 trat er dessen Nachfolge als Bischof von Lüttich an. Er nahm an allen vier Sitzungsperioden des Zweiten Vatikanischen Konzils als Konzilsvater teil.
Papst Johannes Paul II. nahm am 17. März 1986 seinen altersbedingten Rücktritt an.